# Szapha Heng Szat
A Szapha Heng Szat Laosz nemzetgyűlése, törvényhozó testülete.

## Felépítése
A nemzetgyűlés egykamarás, tagjait öt évre választják. Feladatai közé tartozik a törvényhozatal, az elnök, az alelnök, a Legfelsőbb Bíróság és az Ügyészség tagjainak megválasztása, vagy megbízatásának visszavonása. A nemzetgyűlés Állandó Bizottsága felterjeszthet törvényjavaslatokat a parlamentnek, illetve vissza is küldheti őket újratárgyalásra, továbbá felügyeli a jogi szervek működését is.
Ezenkívül még hat parlamenti bizottsága van:
- Jogi Bizottság
- Gazdasági és Pénzügyi Bizottság
- Kulturális és Szociális Bizottság
- Etnikai Bizottság
- Rendészeti és Védelmi Bizottság
- Külügyi Bizottság

Bár elvileg a nemzetgyűlés a politikai hatalom legfőbb birtokosa, ám valójában az a párt iránymutatásai alapján cselekszik.
Az 1991-ben az új alkotmány elfogadásakor még mindössze 85 tagja volt, de ez választásról választásra bővült.

## A legutolsó választások után
A legutóbbi választásokat 2021. február 21-én tartották. A 164-ből a Laoszi Népi Forradalmi Párt 158, a pártnélküliek 6 mandátumot tudtak szerezni. A parlament jelenlegi elnöke Szajshompone Phomvihane.

## Külső hivatkozások
- A Szapha Heng Szat hivatalos honlapja Archiválva 2011. március 4-i dátummal a Wayback Machine-ben
- A Nemzetgyűlés felépítése, működése